# Triatlon na letních olympijských hrách
Triatlon je jeden z nejnovějších letních olympijských sportů – první významnější triatlonový závod se uskutečnil v roce 1974. Na olympiádě se triatlon objevil poprvé na OH 2000 v Sydney. Začíná hromadným startem v plavání na 1,5 km, po němž následuje 40 km dlouhá jízda na kole zakončená během na 10 km. Soutěží se bez přestávek a pro úspěch je velice důležitý rychlý a efektivní přechod mezi jednotlivými disciplínami stejně jako nároky na používané materiální vybavení.

## Česká stopa v triatlonu na LOH
| Pořadí | Olympionik | Zlato | Stříbro | Bronz    | Celkem |
| ------ | ---------- | ----- | ------- | -------- | ------ |
| 1.     | Jan Řehula |       |         | LOH 2000 | 1      |
|        |            | 0     | 0       | 1        | Celkem |